# Pseudochondrostoma willkommii
La boga del Guadiana (Pseudochondrostoma willkommii) es una especie de pez teleósteo de la familia de los ciprínidos.

## Descripción
Se trata de una especie de talla media que no suele alcanzar los 50cm de longitud total. Posee un cuerpo alargado en relación con otras especies de ciprínidos. La apertura bucal es ínfera y recta con una lámina córnea. Las aletas dorsal y anal presentan entre 8 y 9 radios ramificados. Tiene entre 59 y 74 escamas en la línea lateral. El número de dientes faríngeos es de 6-6. No presentan dimorfismo sexual marcado.

## Biología y Ecología
Aunque prefiere los tramos medios de los ríos, es habitual en los embalses. Al igual que otras especies de Pseudochondrostoma tiene un comportamiento gregario, en especial durante la migración prerreproductiva aguas arriba. Los machos, durante la freza, desarrollan numerosos, aunque de pequeño tamaño, tubérculos nupciales por todo el cuerpo.

## Distribución
Es un endemismo de la península ibérica, presente en España y Portugal. Es endémica de las cuencas de los ríos Guadiana, Odiel, Guadalquivir, Guadalete, Guadiaro, Guadalhorce y otros ríos del sur de la península ibérica, hasta la cuenca del río Vélez en Málaga.

## Conservación
Esta especie se encuentra categorizada a nivel mundial por la UICN como VU A3ce+4ce.
Está amenazada por introducción de especies exóticas, la mayoría de ellas piscívoras, y por la pérdida de hábitat. La realización de diversas infraestructuras hidráulicas en los cauces, tales como canalizaciones, presas, azudes, etc. la contaminación por vertidos y la destrucción de frezaderos con la extracción de áridos constituyen importantes factores de amenaza.